# Masaaki Sawanobori
Masaaki Sawanobori (jap. 澤登 正朗 Sawanobori Masaaki; ur. 12 stycznia 1970) – japoński piłkarz, reprezentant kraju.

## Kariera klubowa
Od 1992 do 2005 roku występował w klubie Shimizu S-Pulse.

## Kariera reprezentacyjna
W reprezentacji Japonii zadebiutował w 1993. W reprezentacji Japonii występował w latach 1993-2000. W sumie w reprezentacji wystąpił w 16 spotkaniach.

## Statystyki
| Reprezentacja Japonii | Reprezentacja Japonii | Reprezentacja Japonii |
| Rok                   | Mecze                 | Gole                  |
| --------------------- | --------------------- | --------------------- |
| 1993                  | 5                     | 1                     |
| 1994                  | 6                     | 1                     |
| 1995                  | 0                     | 0                     |
| 1996                  | 0                     | 0                     |
| 1997                  | 0                     | 0                     |
| 1998                  | 0                     | 0                     |
| 1999                  | 1                     | 0                     |
| 2000                  | 4                     | 1                     |
| Razem                 | 16                    | 3                     |